# Limonia synempora
Limonia synempora är en tvåvingeart som beskrevs av Alexander 1933. Limonia synempora ingår i släktet Limonia och familjen småharkrankar. Inga underarter finns listade i Catalogue of Life.